# 恵比寿洋直三郎
恵比寿洋 直三郎（えびすなだ なおさぶろう、1883年 - 1915年8月10日）は、富山県旧婦負郡野積村（富山市八尾町）出身で出羽海部屋に所属した元大相撲力士。本名は邑崎 直次郎(むらさき なおじろう)。

## 来歴
1883年に富山県旧婦負郡野積村（現富山市八尾町）に生まれ、その後地元の布谷小学校（現富山市立八尾小学校）を卒業した。上京後、25歳でヱビスビールに関係する会社に勤務。身長約185cmの大柄な体格から、同社の重役に角界入りを勧められた。初めは断ったものの、横綱常陸山ら大相撲関係者の熱心な誘いで、27歳だった1911年に出羽海部屋に入門。しこ名はヱビスビールにちなんだ。出羽海部屋へ入門後は自身の武器である怪力を活かして番付を上げ、1915年1月場所において、序ノ口から所要8場所で新十両へと昇進するというスピード出世を果たした。富山県では、同県出身の梅ヶ谷、太刀山に続く存在と期待されていたが、同年夏の8月10日、巡業先の山形県酒田市で、弟弟子と最上川で遊泳中に溺死した。

## 戦績
- 通算成績：5勝5敗1預（十両、2場所）

## エピソード
- 握力の強さは相当なもので、出羽海部屋へ入門する前に居候先に柿泥棒が侵入した際、塀を乗り越えて逃げようとした泥棒を追いかけた恵比寿洋は、泥棒の踵を掴んだ。泥棒は結局逃げたものの、恵比寿洋の怪力によって泥棒の踵の皮が厚く剥け、恵比寿洋の手に残った。
- 冗談で恵比寿洋に腕を握られたり、叩かれたりすると飛び上がるほど痛かったという。
- 引退間もない出羽海が怪力を試そうと両腋をすぼめた状態からガッシリ抑え込み、「開くことができるか?」と聞いたところ、苦もなく両肘を伸ばして開かれてしまい力負けした。
- このようなことから、不慮の事故による現役死が無ければ横綱になれた器だった、と言われている。